# Bitwa o Surabaję
Bitwa o Surabaję – starcie zbrojne, które miało miejsce w 1945 roku w trakcie wojny o niepodległość Indonezji. 
Dnia 29 października 1945 r. doszło do incydentu zbrojnego w Surabai. Starających się zająć opuszczony przez wojska japońskie arsenał Indonezyjczyków ostrzelała żandarmeria brytyjska, zabijając i raniąc kilka osób. Incydent zamienił się w walki uliczne. Brytyjski komendant miasta Walter Mallaby rozkazał bombardowanie miasta z lądu i morza, w wyniku czego śmierć poniosło kilkaset osób a tysiące odniosło rany. Po 4-godzinnym bombardowaniu do akcji wkroczyły jednostki szturmowe. W wyniku zaciętych walk ulicznych śmierć poniósł Mallaby, a Brytyjczycy zostali zmuszeni do wycofania się z miasta. Po ponownym bombardowaniu nastąpił kolejny szturm wojsk brytyjskich. W wyniku 10-dniowych walk o Surabaję, Brytyjczykom udało się ostatecznie zająć miasto i zmusić Indonezyjczyków do kapitulacji.  